# Przewodnik dusz
Przewodnik dusz (ang. The Soul Collector) to telewizyjny melodramat nakręcony w 1999 roku i wyreżyserowany przez Michaela Scotta na podstawie książki Kathleen Kane.

## Obsada
- Bruce Greenwood jako Zacariah (Zach)
- Melissa Gilbert jako Rebecca
- Ossie Davis jako Mordecai
- Scotty Leavenworth jako Danny
- Todd Allen jako Jake
- Buck Taylor jako Charlie
- J.D. Garfield jako Tom
- Christina Carlisi jako Helen
- Hilary Duff jako Ellie
- Brent Anderson jako Sam Scott

## Fabuła
Zach jest przewodnikiem dusz, aniołem, który przewozi dusze do nieba. Zostaje wysłany na ziemię, aby żyć tam jako człowiek przez 30 dni. Zamieszkuje na ranczu w Teksasie. Niespodziewanie zakochuje się we właścicielce rancza, Rebecce – owdowiałej samotnej matce. Wywiera duży wpływ na jej syna i innych mieszkańców rancza.